# صالح بن سيف الجبري
ٱلسُّلۡطَانُ صَالِحُ بۡنُ سَيۡفٍ ٱلۡجَبۡرِيُّ (غير معروف – 930 هـ / غير معروف – 1524 م) خامس حُكَّام الدولة الجبرية، تولى حُكم الدولة خلفًا لابن عمه مُحمَّد بن أجود الجبري من سنة 917 هـ/ 1511 م حتى سنة 922 هـ/ 1516 م بعد انقلاب ابن أخته مُقرَن بن زامل عليه.
ورثَ السُّلطان صالح من السلطان مُحمَّد دولةً تمتدُّ نفوذها من كاظمة شمالًا إلى منطقة ظفار جنوبًا ومن إقليم البحرين شرقًا إلى اليمامة غربًا، وكانت الدولة في عهد صالح تمرُّ في أفضل مراحلها وواجه في عهده الاستعمار البُرتُغالي في الخليج العربي وحاول التعامل معهم بالود والتفاهم وكان بعض الأمراء الجبور غير راضين على هذه السياسة وكان من ضمنهم الأمير مُقرَن بن زامل الجبري الذي دخل في قتال مع خاله السُّلطان صالح وانتصر عليه ليخلف الحُكم بعده.

### فهرس المراجع
منشورات
عربيَّة
1. ↑  الخالدي (2011)، ص. 37.

### بيانات المراجع (مُرتَّبة حسب تاريخ النشر)
الكُتُب
العربيَّة
- خالد بن عزام بن حمد الخالدي؛ إيمان بنت خالد الخالدي (2011). السلطنة الجبرية: في نجد و شرق الجزيرة العربية (ط. 1). بيروت: الدار العربية للموسوعات. ISBN:978-9953-563-16-9. LCCN:2011332519. OCLC:705005796. OL:25365932M. QID:Q120997896.

| ألقاب ملكية       | ألقاب ملكية              | ألقاب ملكية       |
| ----------------- | ------------------------ | ----------------- |
| سبقه مُحمَّد بن أجود | سُلطان الجبور 1511 - 1516 | تبعه مُقرَن بن زامل |